# (21782) Davemcdonald
(21782) Davemcdonald est un astéroïde de la ceinture principale.

## Description
(21782) Davemcdonald est un astéroïde de la ceinture principale. Il fut découvert le 8 septembre 1999 à la station Anderson Mesa par le programme LONEOS. Il présente une orbite caractérisée par un demi-grand axe de 2,35 UA, une excentricité de 0,15 et une inclinaison de 5,3° par rapport à l'écliptique.

## Compléments